# لویس موریس
لویس موریس (Lewis Morris) (زادهٔ ۸ آوریل ۱۷۲۶ – درگذشتهٔ ۲۲ ژانویه ۱۷۹۸)، از پدران بنیان‌گذار ایالات متحده آمریکا، مالک و توسعه‌دهندهٔ موریسانیا، برانکس، نیویورک بود که هم‌اکنون بخشی از شهرستان برانکس است. او به عنوان یکی از نمایندگان کنگرهٔ قاره‌ای از نیویورک اعلامیهٔ استقلال ایالات متحده آمریکا را امضا کرد.

## اوایل زندگی
موریس در روز ۸ آوریل ۱۷۲۶ در املاک خانوادگی‌اش، موریسانیا که هم‌اکنون بخشی از شهرستان برانکس است، اما در آن زمان بخشی از ایالت نیویورک بود، چشم به جهان گشود. او سومین لویس موریس در خانوادهٔ موریس‌ها و فرزند لویس موریس (زادهٔ ۱۶۹۸ – درگذشتهٔ ۱۷۶۲) و کاترینته «کاترین» استاتس (زادهٔ ۱۶۹۷ – درگذشتهٔ ۱۷۳۱) بود. پس از مرگ مادرش، پدر او با سارا گاورنر (زادهٔ ۱۷۱۴ – درگذشتهٔ ۱۷۸۶) ازدواج کرد. موریس در سال ۱۷۴۶ از کالج ییل فارغ‌التحصیل شد و پس از مرگ پدرش در سال ۱۷۶۲ بیشتر املاک پدر را به ارث برد.
پدر موریس هفت فرزند شامل خواهر و برادرهای او، استاتز لانگ موریس (زادهٔ ۱۷۲۸ – درگذشتهٔ ۱۸۰۰) و ریچارد موریس (زادهٔ ۱۷۳۰ – درگذشتهٔ ۱۸۱۰) و خواهر و برادر ناتنی‌اش، مری لارنس، گاورنر موریس (زادهٔ ۱۷۵۲ – درگذشتهٔ ۱۸۱۶)، ایزابلا و کاترین، داشت. عموی او رابرت هانتر موریس (زادهٔ ۱۷۰۰ – درگذشتهٔ ۱۷۶۴) فرماندار پنسیلوانیا بود. ویلیام پترسون (زادهٔ ۱۷۴۵ – درگذشتهٔ ۱۸۰۶) همسر دخترعموی او، فرماندار نیوجرسی و پدرخواندهٔ استفن ون رنسلیر بود که معاون فرماندار نیویورک و برادر فیلیپ شویلر ون رنسلیر، شهردار آلبانی در نیویورک بود. آنتونی والتون وایت (زادهٔ ۱۷۵۰ – درگذشتهٔ ۱۸۰۳)، ارتشبد ارتش قاره‌ای فرزند عمهٔ او یعنی الیزابت موریس (زادهٔ ۱۷۱۲ – درگذشتهٔ ۱۷۸۴) بود.

### تاریخچه خانواده
پدر پدربزرگ او، ریچارد موریس (درگذشتهٔ ۱۶۷۲) پس از آنکه در جنگ‌های داخلی انگلستان در سال ۱۶۴۸ عضو ارتش الیور کرامول شده از طریق باربادوس به نیویورک مهاجرت کرد. او در برانکس نخستین قطعه زمین را خریداری کرد که بعدها همین زمین بنای عمارت موریسانیا شد. ریچارد و همسر جوانش در حالی که یک نوزاد پسر به نام لویس موریس (زادهٔ ۱۶۷۱ – درگذشتهٔ ۱۷۴۶) از خود به جای گذاشتند، چشم از جهان فروبستند. برادر ریچارد سرهنگ لویس موریس نیز از طریق باربادوس به موریسانیا آمد تا در ادارهٔ عمارت برادرزادهٔ نوزادش را یاری کند. او و همسرش هیچ فرزندی نداشتند.
هنگامی که موریس بزرگ شد، عمارت را گسترش داد. وی با ایزابلا ازدواج کرده و به خدمت هشتمین فرمانداری استعماری نیوجرسی درآمد. موریس فرماندار پرشهرتی بود که از حقوق مالکیت زمین برای مهاجران حمایت می‌کرد. موریس‌تاون، نیوجرسی به همین نام اسم‌گذاری شده‌است.

## حرفه
او در سال ۱۷۶۹، برای مجلس عمومی قانون‌گذاری انتخاب شد و در سال ۱۷۷۴ وقتی که انقلاب آمریکا نزدیک می‌شد، از دادگاه دریاسالاری استعفا داد.

### انقلاب آمریکا
هنگامی که انقلاب به‌صورت فعال آغاز شد، او در میان سال‌های ۱۷۷۵ تا ۱۷۷۷ یکی از اعضای کنگرهٔ ایالتی نیویورک، در دولت انقلابی بود. آن تشکیلات در همان سال‌ها، موریس را به کنگرهٔ قاره‌ای اعزام کرد. او در کنگرهٔ یکی از حامیان فعال استقلال بوده و اعلامیهٔ استقلال ایالات متحده آمریکا را در سال ۱۷۷۶ امضاء نمود. هنگامی که برادرش استاتس موریس با درجهٔ ارتشبد در ارتش بریتانیا خدمت می‌کرد، در مورد عواقبی که امضاء این سند سرکشانه برای جهان خواهد داشت، به وی هشدار داده بود، او در پاسخ گفت: «لعنت بر عواقب، به من خودکار بدهید».
لویس در سال ۱۷۷۷ به نیویورک بازگشت و به عنوان قاضی شهرستان وستچستر فعالیت کرده و به نمایندگی از نواحی جنوبی به عضویت مجلس سنای ایالت نیویورک منصوب شد که شامل بروکلین، منهتن، کویینز، استتن آیلند، شهر سافک، نیویورک و وستچستر می‌شد. او در نخستین مجلس ایالت نیویورک خدمت کرد که از ۹ سپتامبر ۱۷۷۷ آغاز شده و تا پایان مجلس چهارم در اول ژوئیه ۱۷۸۱ ادامه یافت.
سه پسر اول او طی جنگ انقلاب آمریکا خدمت کردند و مشاغل ممتازی در ارتش داشتند.

### دوران پس از انقلاب
موریس با آغاز دوبارهٔ کار در اول ژوئیه ۱۷۸۳ به هفتمین مجلس سنای نیویورک بازگشت و از مجلس هفتم تا پایان مجلس سیزدهم در ۳۰ ژوئن ۱۷۹۰ به خدمت‌گزاری پرداخت. او در سال ۱۷۸۸ هنگامی که مجلس نیویورک قانون اساسی را تصویب می‌کرد، یکی از نمایندگان بود. موریس در انتخابات ریاست جمهوری ایالات متحده آمریکا سال ۱۷۹۶ یکی از اعضای کالج انتخاباتی ایالات متحده آمریکای حزب فدرالیست بود و رأی خود را جان آدامز و توماس پیکنی تعیین کرد.
در سال ۱۷۸۴، به عنوان عضو افتخاری جامعهٔ سیسیناتی منتخب و در یکم مه همان سال به مقام نخستین نائب‌الرئیس هیئت مدیرهٔ دانشگاه ایالتی نیویورک منصوب شد. او درهمین مقام تا زمان مرگ به خدمت ادامه داد و سپس توسط سیمئون د ویت جایگزین شد.

## زندگی شخصی
لویس در ۲۴ سپتامبر ۱۷۴۹ با مری والتون (زادهٔ ۱۷۲۷ – درگذشتهٔ ۱۷۹۴)، عضو یک خانوادهٔ تاجر سرشناس، ازدواج کرد. ماریا دختر جیکوب والتون و ماریا (نام خانوادگی قبل از ازدواج او بیکمن بود) والتون بود. آنها ده فرزند داشتند:
- کاترین موریس (زادهٔ ۱۷۵۱ – درگذشتهٔ ۱۸۳۵) که با توماس لارنس (زادهٔ ۱۷۴۴ – درگذشتهٔ ۱۸۲۳)، ازدواج کرد.
- مری موریس (زادهٔ ۱۷۵۲ – درگذشتهٔ ۱۷۷۶).
- سرهنگ لویس وی موریس (زادهٔ ۱۷۵۴ – درگذشتهٔ ۱۸۲۴) که با آن بی الیوت (زادهٔ ۱۷۶۲ – درگذشتهٔ ۱۸۴۸)، خواهر شوهر دنیل هوگر، نماینده کنگره ازدواج کرد.[۱۰]
- ارتشبد جیکوب موریس (زادهٔ ۱۷۵۵ – درگذشتهٔ ۱۸۴۴) که با مری کاکس (زادهٔ ۱۷۵۸ – درگذشتهٔ ۱۸۲۷)، ازدواج کرد (موریس، نیویورک به نام او نام‌گذاری شده‌است).[۱۱]
- سارا موریس (زادهٔ ۱۷۵۷) که در جوانی درگذشت.
- ستوان ویلیام والتون موریس (زادهٔ ۱۷۶۰ – درگذشتهٔ ۱۸۳۲)، دستیار ویژهٔ ارتشبد آنتونی وین که با سارا کارپندر ازدواج کرد.

هلنا ماگدالنا موریس (زادهٔ ۱۷۶۲ – درگذشتهٔ ۱۸۴۰) که با جان رادرفورد (زادهٔ ۱۷۶۰ – درگذشتهٔ ۱۸۴۰)، سناتور نیوجرسی ازدواج کرد.
- جیمز موریس (زادهٔ ۱۷۶۴ – درگذشتهٔ ۱۸۲۷) که با هلن ون کورتلند (زادهٔ ۱۷۶۸ – درگذشتهٔ ۱۸۱۲)، نوه فردریک ون کورتلند ازدواج کرد.
- سروان استاتس موریس (زادهٔ ۱۷۶۵ – درگذشتهٔ ۱۸۲۶) که با اوراردا ون برام هاکگیست (زادهٔ ۱۷۶۵ – درگذشتهٔ ۱۸۱۶)، دختر آندریاس ون برام هاکگیست و بارونس کاترین سی جی ون ریدز ون اودثورن ازدواج کرد.[۱۲]
- سروان ریچارد ولنتاین موریس (زادهٔ ۱۷۶۸ – درگذشتهٔ ۱۸۱۵) که با آن والتون (زادهٔ ۱۷۷۳ – درگذشتهٔ ۱۸۵۸)، ازدواج کرد.

موریس، پس از جنگ، عمارت خانوادگی را از نو ساخت زیرا که در زمان اشغال نیویورک توسط بریتانیایی‌ها، عمارت او نیز غارت و سوزانده شده بود. او در سال ۱۷۹۰ زمین خود را که هم‌اکنون بخشی از برانکس جنوبی در همسایگی موریسانیا است به عنوان پایتخت آمریکا پیشنهاد داد. او در همین عمارت چشم از جهان فروبست و در زیر طاق خانوادگی کلیسای اسقفی سنت آن در برانکس به خاک سپرده شد.

### نوادگان
او از طرف بزرگترین پسرش، لویس وی موریس پدربزرگ لویس موریس (زادهٔ ۱۷۸۵ – درگذشتهٔ ۱۸۶۳) و سابینا الیوت موریس (زادهٔ ۱۷۸۹ – درگذشتهٔ ۱۸۵۷) است. لویس موریس (زادهٔ ۱۷۸۵) پدر چارلز مانیگوموریس (زادهٔ ۱۸۲۰ – درگذشتهٔ ۱۸۹۵)، افسر ایالات مؤتلفهٔ آمریکا بود. سابینا با پسر عمهٔ خود، رابرت والتر رادرفورد (زادهٔ ۱۷۸۸ – درگذشتهٔ ۱۸۵۲) پسر جان رادرفورد و هلنا موریس ازدواج کرد. فرزند این دو لویس موریس رادرفورد (زادهٔ ۱۸۱۶ – درگذشتهٔ ۱۸۹۲) در عکاسی نجوم پیشگام بود و نخستین عکس‌های تلسکوپی از ماه و خورشید و نیز بسیاری از ستارگان و سیارات را گرفت.
دانیل فرانسوا ون برام (زادهٔ ۱۸۴۰)، نوه پسری اش، از پسرش استاتس موریس، یک هلندی و فرماندار سولاوسی در هند شرقی هلند بود. دختر نوهٔ پدربزرگ او، لویس موریس که مری آنتیل نام داشت با گریت جی لنسینگ جونیور، نمایندهٔ کنگره ازدواج کرد. دختر جان لنسینگ، سارا، با ادوارد لیوینکستون، پسر نوهٔ فیلیپ لیوینکستون ازدواج کرد.

## در فرهنگ عامه
پرترهٔ لویس موریس در سال ۱۹۶۹ توسط رونالد کراس در فیلم موزیکال ۱۷۷۶ برادوی و در فیلم ۱۹۷۲ هوارد کین به تصویر کشیده شده‌است. اگرچه موریس رئیس نمایندگی نیویورک در دومین کنگرهٔ قاره‌ای بود، «مؤدبانه» از هر گونه رأی امتناع کرده و ادعا کرد کنگرهٔ ایالتی نیویورک هرگز هیچ‌یک از راهنمایی‌های صریح و روشن موریس را در مورد هیچ چیز نپذیرفته‌است. با این حال هنگامی که جرج واشینگتن در پیغامی نوشت، عمارت موریس توسط بریتانیایی‌ها نابود شده اما خانوادهٔ او در کانکتیکات در امان بودند. موریس از فقدان دستورالعمل خود چشم‌پوشی کرد و اعلامیه را امضاء نمود.